# Randa Markos
Randa Cemil Markos-Thomas (Bagdad, 10 de agosto de 1985) es una ex peleadora de artes marciales mixtas  profesional canadiense de origen iraquí que compite en la división de peso paja de Ultimate Fighting Championship (UFC).

## Carrera de artes marciales mixtas
Markos hizo su debut profesional en MMA el 17 de noviembre de 2012 en IFC 51 derrotando a Allanna Jones por sumisión en el tercer asalto.
Markos compiló un récord inmaculado de 3-0 haciendo su debut en la RFA contra la futura compañera de equipo de TUF 20 Justine Kish. Sufrió su primera derrota esa noche por decisión.
Rápidamente se recuperó al derrotar a Lynnell House por sumisión en el primer asalto y alzarse con el título de peso paja de PFC.

### The Ultimate Fighter
Markos estaba entre los ocho concursantes finales que probaron para la casa TUF, para unirse a los 11 pesos paja de Invicta FC que el presidente Dana White había adquirido.
Markos estaba clasificada en el puesto 14 del equipo Pettis, y se enfrentó a Tecia Torres, clasificada en el puesto 3, en la primera pelea de la temporada. Markos derrotó a Torres por decisión después de tres asaltos para dar al equipo Pettis su primera victoria.
En el noveno episodio, Markos se enfrentó a Felice Herrig en el primer combate de cuartos de final. La tensión empezó a crecer cuando varios de los luchadores quisieron entrenar por separado y tener dos sesiones al día, una por la mañana y otra por la noche. Markos decidió presentarse a un entrenamiento matutino, lo que no sentó bien a Carla Esparza, que se enfrentó a Markos para intentar que se fuera; Markos no lo hizo. Derrotó a Herrig por sumisión en el primer asalto.
En el último episodio de la temporada, Markos fue emparejada con Rose Namajunas en la semifinal. Perdió el combate por sumisión en el primer asalto.

### Ultimate Fighting Championship
Markos hizo su debut en la promoción en The Ultimate Fighter 20 Finale, enfrentándose a la también semifinalista Jessica Penne. Perdió el combate por decisión dividida y ganó el premio a la Pelea de la Noche.
Markos sustituyó a la lesionada Cláudia Gadelha en UFC 186, enfrentándose a Aisling Daly. Ganó el combate por decisión unánime.
Markos se enfrentó a la recién llegada a la promoción Karolina Kowalkiewicz el 19 de diciembre de 2015 en UFC on Fox: dos Anjos vs. Cerrone 2. Perdió el combate por decisión unánime.
Markos derrotó a Jocelyn Jones-Lybarger en UFC Fight Night: MacDonald vs. Thompson el 18 de junio de 2016, por decisión unánime.
Markos se enfrentó a Cortney Casey en UFC 202; perdió el combate por sumisión en el primer asalto.
Markos se enfrentó a Carla Esparza el 19 de febrero de 2017 en UFC Fight Night: Lewis vs. Browne. Ganó el combate por decisión dividida.
El 5 de agosto de 2017, Markos se enfrentó a Alexa Grasso en UFC Fight Night: Pettis vs. Moreno. Grasso llegó con 119 libras, tres libras por encima del límite de peso paja, en el pesaje, y fue multada con el 20% de su bolsa, que fue para Markos. El combate continuó con un peso acordado. Perdió el combate por decisión dividida.
Markos se enfrentó a Juliana Lima el 27 de enero de 2018 en UFC on Fox: Jacaré vs. Brunson 2. Ganó el combate por decisión unánime.
Markos se enfrentó a Nina Ansaroff el 28 de julio de 2018 en UFC on Fox: Alvarez vs. Poirier 2. Perdió el combate por decisión unánime.
Markos se enfrentó a la recién llegada a la promoción Marina Rodriguez el 22 de septiembre de 2018 en UFC Fight Night: Santos vs. Anders. El combate, de ida y vuelta, fue finalmente declarado empate mayoritario.
Markos se enfrentó a Angela Hill el 23 de marzo de 2019 en UFC Fight Night: Thompson vs. Pettis. Ganó el combate por sumisión en el primer asalto. Esta victoria le valió el premio a la Actuación de la Noche.
Markos se enfrentó a Cláudia Gadelha el 6 de julio de 2019 en UFC 239. Perdió el combate por decisión unánime.
Markos se enfrentó a Ashley Yoder el 26 de octubre de 2019 en UFC Fight Night: Maia vs. Askren. Ganó el combate por decisión dividida.
Markos se enfrentó a Amanda Ribas, en sustitución de la lesionada Paige VanZant el 14 de marzo de 2020 en UFC Fight Night: Lee vs. Oliveira. Perdió el combate por decisión unánime.
Markos se enfrentó a Mackenzie Dern el 19 de septiembre de 2020 en UFC Fight Night: Covington vs. Woodley. Perdió el combate por sumisión en el primer asalto.
Markos se enfrentó a la recién llegada a la promoción Kanako Murata, en sustitución de la lesionada Lívia Renata Souza, el 14 de noviembre de 2020 en UFC Fight Night: Felder vs. dos Anjos. Perdió el combate por decisión unánime.
Markos tenía previsto enfrentarse a Luana Pinheiro el 27 de marzo de 2021 en UFC 260. Sin embargo, Markos fue retirado de la tarjeta el 18 de marzo tras dar positivo por COVID-19. El combate fue reprogramado para el 1 de mayo de 2021 en UFC on ESPN: Reyes vs. Procházka. Markos perdió el combate por descalificación en el primer asalto tras dar una patada accidental en la cabeza a Pinheiro, que no pudo continuar.
Markos se enfrentó a Lívia Renata Souza el 23 de octubre de 2021 en UFC Fight Night: Costa vs. Vettori. Ganó el combate por decisión unánime.

## Vida personal
Markos nació en Irak en 1985. Es de etnia asiria. Ella y sus padres son de origen católico caldeo. A los tres años, ella y su familia fueron retenidos a punta de pistola y encarcelados durante la guerra entre Irán e Irak por intentar escapar de este país. Lograron escapar y se embarcaron en un avión hacia Ontario (Canadá) ese mismo año.
Markos obtuvo su diploma de auxiliar de farmacia en el TriOS College. Después, trabajó como técnico farmacéutico en una farmacia de Windsor.

## Campeonatos y logros

### Artes marciales mixtas
- Ultimate Fighting Championship
  - Pelea de la Noche (una vez) vs. Jessica Penne
  - Actuación de la Noche (una vez) vs. Angela Hill[55]
  - Empatada (con Angela Hill) con el mayor número de combates en la división de peso paja de la UFC (16)[56]

- Provincial Fighting Championships
  - Título Provincial de Peso Paja de FC (una vez)

## Récord en artes marciales mixtas
| Resultado | Récord  | Oponente               | Método                          | Evento                                                  | Fecha                    | Ronda | Tiempo | Localización                  | Notas                                                             |
| --------- | ------- | ---------------------- | ------------------------------- | ------------------------------------------------------- | ------------------------ | ----- | ------ | ----------------------------- | ----------------------------------------------------------------- |
| Victoria  | 11-11-1 | Lívia Renata Souza     | Decisión (unánime)              | UFC Fight Night: Costa vs. Vettori                      | 23 de octubre de 2021    | 3     | 5:00   | Las Vegas, Nevada             |                                                                   |
| Derrota   | 10-11-1 | Luana Pinheiro         | Descalificación (patada ilegal) | UFC on ESPN: Reyes vs. Procházka                        | 1 de mayo de 2021        | 1     | 4:16   | Las Vegas, Nevada             |                                                                   |
| Derrota   | 10-10-1 | Kanako Murata          | Decisión (unánime)              | UFC Fight Night: Felder vs. dos Anjos                   | 14 de noviembre de 2020  | 3     | 5:00   | Las Vegas, Nevada             |                                                                   |
| Derrota   | 10-9-1  | Mackenzie Dern         | Sumisión (barra de brazo)       | UFC Fight Night: Covington vs. Woodley                  | 19 de septiembre de 2020 | 1     | 3:44   | Las Vegas, Nevada             |                                                                   |
| Derrota   | 10-8-1  | Amanda Ribas           | Decisión (unánime)              | UFC Fight Night: Lee vs. Oliveira                       | 14 de marzo de 2020      | 3     | 5:00   | Brasilia                      |                                                                   |
| Victoria  | 10-7-1  | Ashley Yoder           | Decisión (dividida)             | UFC Fight Night: Maia vs. Askren                        | 26 de octubre de 2019    | 3     | 5:00   | Kallang                       |                                                                   |
| Derrota   | 9-7-1   | Cláudia Gadelha        | Decisión (unánime)              | UFC 239                                                 | 6 de julio de 2019       | 3     | 5:00   | Las Vegas, Nevada             |                                                                   |
| Victoria  | 9-6-1   | Angela Hill            | Sumisión (barra de brazo)       | UFC Fight Night: Thompson vs. Pettis                    | 23 de marzo de 2019      | 1     | 4:24   | Nashville, Tennessee          |                                                                   |
| Empate    | 8-6-1   | Marina Rodriguez       | Empate (mayoritario)            | UFC Fight Night: Santos vs. Anders                      | 22 de septiembre de 2018 | 3     | 5:00   | São Paulo                     | Actuación de la Noche.                                            |
| Derrota   | 8-6     | Nina Nunes             | Decisión (unánime)              | UFC on Fox: Alvarez vs. Poirier 2                       | 28 de julio de 2018      | 3     | 5:00   | Calgary, Alberta              |                                                                   |
| Victoria  | 8-5     | Juliana Lima           | Decisión (unánime)              | UFC on Fox: Jacaré vs. Brunson 2                        | 27 de enero de 2018      | 3     | 5:00   | Charlotte, Carolina del Norte |                                                                   |
| Derrota   | 7-5     | Alexa Grasso           | Decisión (dividida)             | UFC Fight Night: Pettis vs. Moreno                      | 5 de agosto de 2017      | 3     | 5:00   | Ciudad de México              | Combate de peso acordado (119 libras); Grasso no alcanzó el peso. |
| Victoria  | 7-4     | Carla Esparza          | Decisión (dividida)             | UFC Fight Night: Lewis vs. Browne                       | 19 de febrero de 2017    | 3     | 5:00   | Halifax, Nueva Escocia        |                                                                   |
| Derrota   | 6-4     | Cortney Casey          | Sumisión (barra de brazo)       | UFC 202                                                 | 20 de agosto de 2016     | 1     | 4:34   | Las Vegas, Nevada             |                                                                   |
| Victoria  | 6-3     | Jocelyn Jones-Lybarger | Decisión (unánime)              | UFC Fight Night: MacDonald vs. Thompson                 | 18 de junio de 2016      | 3     | 5:00   | Ottawa, Ontario               | Combate de peso muerto (117.5 libras); Markos no alcanzó el peso. |
| Derrota   | 5-3     | Karolina Kowalkiewicz  | Decisión (unánime)              | UFC on Fox: dos Anjos vs. Cerrone 2                     | 19 de diciembre de 2015  | 3     | 5:00   | Orlando, Florida              |                                                                   |
| Victoria  | 5-2     | Aisling Daly           | Decisión (unánime)              | UFC 186                                                 | 25 de abril de 2015      | 3     | 5:00   | Montreal, Quebec              |                                                                   |
| Derrota   | 4-2     | Jessica Penne          | Decisión (dividida)             | The Ultimate Fighter: A Champion Will Be Crowned Finale | 12 de diciembre de 2014  | 3     | 5:00   | Las Vegas, Nevada             | Pelea de la Noche.                                                |
| Victoria  | 4-1     | Lynnell House          | Sumisión (barra de brazo)       | PFC 2: Fight Night                                      | 8 de marzo de 2014       | 1     | 1:57   | London, Ontario               | Ganó el vacante Campeonato de Peso Paja de PFC.                   |
| Derrota   | 3-1     | Justine Kish           | Decisión (unánime)              | RFA 12: Ortega vs. Koch                                 | 24 de enero de 2014      | 3     | 5:00   | Los Ángeles, California       |                                                                   |
| Victoria  | 3-0     | Kara Kirsh             | Decisión (unánime)              | PFC 1: Unrivaled                                        | 26 de octubre de 2013    | 3     | 5:00   | London, Ontario               |                                                                   |
| Victoria  | 2-0     | Ashley Nichols         | Sumisión (barra de brazo)       | Wreck MMA 2.0                                           | 28 de marzo de 2013      | 1     | 3:06   | Gatineau, Quebec              | Combate de peso acordado (118 libras).                            |
| Victoria  | 1-0     | Allanna Jones          | Sumisión (barra de brazo)       | IFL 51: No Guts, No Glory                               | 17 de noviembre de 2012  | 3     | 3:14   | Auburn Hills, Míchigan        |                                                                   |